# Y2K: The Album
Albums de Screwball
Loyalty
(2001)
Singles
1. H-O-S-T-Y-L-E
Sortie : 7 septembre 1999
2. F.A.Y.B.A.N.
Sortie : 1999

Y2K: The Album est le premier album studio de Screwball, sorti le 8 février 2000.
L'album s'est classé 10e au Top Heatseekers et 50e au Top R&B/Hip-Hop Albums.

## Liste des titres
| No  | Titre                                               | Contient un (des) sample(s) de                                | Durée |
| --- | --------------------------------------------------- | ------------------------------------------------------------- | ----- |
| 1.  | Album Intro                                         |                                                               | 0:16  |
| 2.  | That Shit                                           | Take the Night Off de LaBelle                                 | 3:39  |
| 3.  | F.A.Y.B.A.N.                                        | Tremendous de Mama Mystique                                   | 3:09  |
| 4.  | Take It There (featuring Capone)                    | There's a Train Leavin' de Quincy Jones                       | 3:22  |
| 5.  | Y2K (featuring Tumble Bug)                          |                                                               | 2:48  |
| 6.  | Seen It All                                         | Superstar d'Hugo Montenegro Incarcerated Scarfaces de Raekwon | 4:07  |
| 7.  | Somebody's Gotta Do It (featuring Triple Seis)      |                                                               | 3:52  |
| 8.  | You Love to Hear the Stories (featuring MC Shan)    | I Believe in You des Moments The Bridge de MC Shan            | 4:50  |
| 9.  | The Heat Is On (featuring Godfather Don et Prodigy) | Keeps Getting Better d'Harvey Scales                          | 3:36  |
| 10. | The Blocks (featuring Nature)                       |                                                               | 3:54  |
| 11. | No Exceptions (featuring Rappeur Noyd)              |                                                               | 3:37  |
| 13. | Urban Warfare                                       |                                                               | 2:03  |
| 14. | Who Shot Rudy?                                      | (If You See a Devil) Smash Him d'Esther Rolle                 | 3:30  |
| 15. | Biz Interlude (featuring Biz Markie)                |                                                               | 1:37  |
| 16. | H-O-S-T-Y-L-E                                       | Triste Anniversaire de Bobine                                 | 3:25  |
| 17. | Communications (Featuring Prince AD)                | Walking Back to Waterloo des Bee Gees                         | 3:28  |
| 18. | Zoning                                              |                                                               | 4:13  |
| 19. | Attention A&R Department                            |                                                               | 4:08  |
| 20. | On the Real (featuring Cormega et Havoc)            | Move Over des Soul Children One Love de Nas featuring Q-Tip   | 4:18  |